# Lampert, príncipe real húngaro
Lampert, príncipe húngaro del siglo XI (1049-1096). Hijo del rey Bela I de Hungría y hermano de los reyes Ladislao I de Hungría y Geza I de Hungría. 

## Biografía
Lampert nació como tercer hijo del príncipe Bela de Hungría y su consorte Riquilda de Polonia, la hija del duque Miecislao II Lampert de Polonia. Ante la inestabilidad política entre el príncipe Bela y su hermano mayor el rey Andrés I de Hungría, se decidió que los tres hermanos escaparían en 1059 hacia territorio polaco para quedar bajo la protección de su primo el duque Boleslao II el Temerario de Polonia.
En 1060 Andrés I murió durante un ataque de Bela y de inmediato éste fue coronado como el rey húngaro. Sin embargo tres años después regresó a Hungría el príncipe Salomón el hijo del fallecido rey Andrés, y con un ejército germánico derrotó a Bela I, quien murió en esas misma serie de eventos.
Al poco tiempo Lampert y sus dos hermanos exigieron un tercio de los territorios húngaros, ante lo cual sus consejeros le persuadieron de que se los negase. De esta forma, los tres príncipes huyeron en 1063 a Polonia y Lampert y Ladislao permanecieron en Cracovia, mientras que Geza viajó a la corte de su primo Boleslao II el Temerario. El duque polaco intervino y gracias a esto los tres obtuvieron el tercio del reino como habían exigido en 1065.
Posteriormente tras el derrocamiento de Salomón y la coronación de Geza, así como de su muerte y la coronación de Ladislao no se sabe nada de Lampert. Siempre mantuvo una postura pasiva y no se inmiscuyó con la política, limitándose a apoyar las decisiones de sus hermanos mayores. 
Lampert fundó un monasterio para los premostratenses en Titel (hoy Serbia).
Se estima que murió cerca de 1096 y se desconoce si tuvo hijos o esposa.